# Paul Stewart (schrijver)
Paul Stewart (Londen, 4 juni 1955) is een Engelse schrijver van kinderboeken. Hij studeerde Engels aan de Lancaster-universiteit en later creative writing aan de Universiteit van East Anglia. Van 1979 tot 1981 studeerde hij Duits aan de Universiteit van Heidelberg; tegelijkertijd doceerde hij Engels. Van 1982 af doceerde hij, eerst een jaar in Sri Lanka, later in Groot-Brittannië. Vanaf 1990 is schrijven zijn enige werk.
In 1988 kwam zijn eerste boek uit en inmiddels heeft hij meer dan vijftig boeken uitgegeven. De meeste van zijn boeken zijn geïllustreerd door Criss Riddell.
Paul Stewart woont met zijn vrouw en twee kinderen in Brighton.
- Bibsys: 1533887392602
- Biblioteca Nacional de España: XX1386254
- Bibliothèque nationale de France: cb13329274s (data)
- CiNii: DA08239938
- Gemeinsame Normdatei: 122701542
- International Standard Name Identifier: 0000 0000 7689 8823
- Library of Congress Control Number: no95026767
- Nationale Bibliotheek van Letland: 000045197
- MusicBrainz: 8c61b88c-3982-4103-bee6-cd0d89212242
- Bibliotheek van het Japanse parlement: 00849702
- Nationale Bibliotheek van Tsjechië: ola2003175052
- Nationale bibliotheek van Australië: 35448797
- Nationale Bibliotheek van Israël: 987007306820505171
- Nationale Bibliotheek van Polen: a0000001078859
- Nationale en Universitaire bibliotheek Zagreb: 000345679
- Nederlandse Thesaurus van Auteursnamen: 175100292
- SNAC: w64s2p4t
- Système universitaire de documentation: 035681837
- Trove: 956613
- Virtual International Authority File: 69075699
- WorldCat: E39PBJhCBMkYmPmcxgmGy8H9jC